# 平塚為廣
平塚為廣（1556年? - 1600年10月21日）是日本戰國時代以及安土桃山時代的武將。官位為從五位下因幡守。弟越中守久賀。

## 生平
父親為三郎入道無心。原為三浦氏一族，於獲封平塚鄉時，趁機改姓平塚｡通稱平九郎､因幡守｡
秀吉於中國出陣時，因被秀吉訓斥成為浪人，平塚藤藏於播磨之戰時，於黑田孝高的陣營效力，後因討取高倉山城主福原助就再度仕於秀吉，此時平塚藤藏改名為廣。
最初跟隨明智光秀。本能寺之變自稱曾參與對織田信長襲擊。後來出任豐臣秀吉家臣（馬廻眾），其後參加小牧·長久手之戰和小田原征伐獲得了功績。1592年起開始協助秀吉文祿・慶長之役，在肥前名護屋城駐守。文祿4年（1595年）7月，由於對秀吉的長期效忠，最後擁有8000石的領地。慶長3年（1598年）秀吉舉辦醍醐花會時，擔任護衛。
秀吉死後繼續為豐臣秀賴效力，1600年被分封美濃垂井1万2000石。同年在關原之戰前、為勸諫計劃討伐德川家康而出兵的石田三成，與大谷吉繼在佐和山城共同遊說，後來吉繼加入了西軍。其後参與攻擊伏見城。在9月14日大谷吉繼命令戶田勝成和為廣共同查探小早川秀秋動向，秀秋看似有意背叛，因此下命進行暗殺，不過秀秋事前已經察覺到暗殺行動，所以沒有成功。9月15日在關原之戰為大谷吉繼所屬奮戰，將山内一豐的家臣樫井太兵衛及小早川秀秋的家臣横田小半介等討死。不過由於脇坂安治等人的背叛下，以及藤堂隊、京極隊的攻擊而支持不住，最終自殺身亡。死前，命人將取得的敵將頭顱及絕命詩句送到大谷吉繼身邊。
大谷吉繼遺言：「重友情，六道輪迴先行一步又何妨」與平塚為廣的遺言「為大義，死何足惜？我輩名聲必流芳」相呼應。

## 家族
此外，嫡男左馬助為景參加大坂夏之陣，於若江之戰中戰死。

## 外部連結
- 平塚為広の碑 関ケ原町地域振興課